# Robert Marlow
Robert Marlow, cuyo verdadero nombre es Robert Allen (21 de octubre de 1961 - 22 de septiembre de 2022) fue un músico y compositor británico de synthpop.

## Sus inicios
Robert Marlow se crio formando parte de la movida musical de Basildon y desde chico se codeó con futuras estrellas. Robert Marlow fue compañero de Vince Clarke en Boys Brigade, una suerte de grupo Scout cuando tenía 8 años y Clarke uno más, ambos se divertían tocando guitarra. Ya en la secundaria conoce a Martin Gore yendo a la misma escuela y a Alison Moyet quien le transmitiría sus gustos por el Punk.

En 1977, Moyet invitó a Marlow a participar de una banda The Vandals. Marlow, quien sólo tenía 15 años aceptó y se transformó en el guitarrista de la banda. El resto de The Vandals era: Sue Padgett quien formó parte de No Romance In China -la primera banda de Clarke-, Kim Forey y Simon Kirk -quien fue reemplazado por John Dee-, esta banda hizo recordadas presentaciones en 1978.

En 1979, Marlow se unió a Clarke y formaron un dúo de guitarras, llamado The Plan. Poco tiempo después, se incorporarían Perry Bamonte -quien en el futuro integraría la banda The Cure- en bajo y Paul Langwith como baterista mientras que Marlow cambiaría su guitarra por un sintetizador.

Tras intentar con la actuación, en 1980 Marlow regresa a Basildon y se une a Martin Gore para formar French Look. Tras sólo una actuación, pararon y volvieron para formar una verdadera banda de synthpop, con Marlow y Gore, ambos en sintetizador y voz, más el agregado de Paul Redmond en sintetizador y caja de ritmos. En el medio de las dos encarnaciones de French Look, Gore se había unido a Clarke y Andrew Fletcher para formar Composition of Sound, el germen de Depeche Mode. Al principio, Gore tocaba en ambas bandas, pero se terminó quedando con Composition of Sound.

## Varios intentos
En 1983 -al tiempo que formaba Film Noir, otra banda, de nuevo con Perry Bamonte- Marlow graba como solista, de la mano de Vince Clarke, el álbum The Peter Pan Effect. Este álbum no sería editado hasta 1999, pero sí se editarían entre 1983 y 1985 varios sencillos como The Face Of Dorian Gray, I Just Want To Dance, Claudette y Calling All Destroyers, todos editados por el efímero sello Reset, propiedad de Clarke y Eric Radcliffe.

Para 1986, Marlow decide dejar la música y emprender su carrera de docente.

## El retorno
Tras más de una década de ostracismo, en 1998, Clarke lo convoca para por fin editar The Peter Pan Effect, aquel álbum que habían grabado quince años atrás. Finalmente, se editó en 1999. Para realizar algunas presentaciones, Robert Marlow obtuvo la ayuda de Gary Durant.

En 2002, Robert Marlow se une a Gary Durant y juntos forman la banda MARLOW. Como MARLOW editan en 2002 un álbum promocional de rarezas y en 2009 realizan el álbum InsideOutside.